# Pozzuoli Solfatara
Pozzuoli Solfatara (wł: Stazione di Pozzuoli Solfatara) – stacja kolejowa w Pozzuoli, w regionie Kampania, we Włoszech. Znajdują się tu 3 perony. Według klasyfikacji Rete Ferroviaria Italiana posiada kategorię srebrną. Jest to także stacja 2 linii metra w Neapolu.